# Niblo's Garden
Il Niblo's Garden è stato un teatro di New York sito a Broadway, vicino a Prince Street. Venne inaugurato nel 1828 con il nome di Sans Souci e divenne poi di proprietà di William Niblo. Il grande teatro venne distrutto dal fuoco due volte e sempre ricostruito. Il nome Niblo's Garden venne usato, per più di un decennio, congiuntamente alla sala del Bronx Entertainment Hall sita sulla Third Avenue all'angolo con la 170th Street, che venne poi chiamata Bronx Lyceum.

## Evoluzione del sito dell'edificio
Niblo costruì il Niblo's Theater nel 1828 dopo aver aperto un locale che, all'inizio, serviva soltanto caffè e bevande. In quel tempo New York non si estendeva molto oltre il sito del Municipio nel 1895. Il giardino era un tempo parte della Bayard farm. venne suddiviso in lotti e comprato da Jeremiah Van Rensselaer. Prima che il terreno venisse acquistato da Niblo, vi era situato un circo chiamato Stadium contornato da un'alta staccionata. La zona era preferita per le passeggiate dei newyorchesi rispetto alle altre zone verdi situate nelle vicinanze. 
Niblo decise allora di ampliare il servizio di rinfresco a qualcosa di più articolato, costuendo il Grand Saloon, un piccolo teatro o sala da concerto. Il programma consisteva in esecuzioni musicali, prima che il vaudeville facessa la sua comparsa qualche tempo dopo. L'ingresso al giardino, nell'agosto del 1829, costava soltanto cinquanta centesimi di dollaro. Gli spettacoli si susseguivano dal pomeriggio alla sera.
Nel 1835, il Niblo's Garden ospitò la prima esposizione di P. T. Barnum, facendolo così entrare nel mondo degli intrattenimenti teatrali.
Durante l'estate del 1837 venne formata una compagnia di vaudeville, da Joseph Judson e Joseph Sefton, che si esibì al Niblo's. Vennero proposte farse come Promotion of the General's Hat e Meg Young Wife and Old Umbrella. Dalla metà del XIX secolo, il teatro divenne il più elegante di New York.

## SecondoNiblo's Garden
Il primo Niblo's Garden venne distrutto dal fuoco il 18 settembre 1846. Esso non venne ricostruito fino all'estate del 1849. Il nuovo teatro disponeva di 3.200 posti a sedere ed aveva il palcoscenico più attrezzato di New York. Nel 1850 iniziarono ad essere rappresentate opere italiane. Il costo del biglietto era di 2 dollari e gli incassi copiosi gli consentirono di scritturare gli attori più famosi e di mettere in scena le opere degli autori più importanti. Fra gli interpreti più importanti, passati per il suo palcoscenico, si ricordano E.L. Davenport, William Wheatley, Bennett Barrow, e Maggie Mitchell.
Nei tardi anni 1860, nel corso del boom succeduto alla fine della guerra di secessione americana, vi fu un brusco incremento di spettatori dovuto al fatto che molti appartenenti alla classe media della popolazione si trasferirono a New York, e vollero fruire di spettacoli teatrali. I teatri divennero più popolari ed il Niblo's iniziò a produrre commedie leggere. Mise in scena The Black Crook (1866), considerato da molti storici del teatro, la prima commedia musicale. Seguirono poi The White Fawn (1868), Le Barbe Blue (1868) e Evangeline (1873).

## Ultimi tempi
Il teatro venne nuovamente distrutto da un incendio nel 1872 e ricostruito da A. T. Stewart.
L'ultima rappresentazione al Niblo's Garden venne data il 23 marzo 1895. Alcune settimane più tardi, il teatro venne abbattuto per far posto ad un edificio da adibire ad uffici. Poco tempo prima, Niblo aveva acquistato il Metropolitan Hotel e l'annesso Teatro.
Rimangono ancora oggi alcune strutture dell'epoca, vicino al sito in cui era ubicato il teatro, la ma sua area è oggi occupata da un palazzo adibito ad uffici.